# ويليام غريغوري (سياسي)
ويليام غريغوري (بالإنجليزية: William Gregory) هو سياسي أمريكي، ولد في 3 أغسطس 1849 في أستوريا، كوينز في الولايات المتحدة، وتوفي في 16 ديسمبر 1901 في نورث كينغستاون في الولايات المتحدة بسبب اعتلال الكلية. نشط حزبياً في الحزب الجمهوري. وقد انتخب حاكم رود آيلاند ‏ (29 مايو 1900 – 16 ديسمبر 1901).